# Observatoire de la sécurité des moyens de paiement
L'Observatoire de la sécurité des moyens de paiement est une instance française destinée à l'échange d'informations et la concertation entre les parties (consommateurs, commerçants, émetteurs et autorités publiques) concernées par la sécurité des systèmes de paiement par carte et autres moyens de paiement.

## Historique
Institué par la loi du 15 novembre 2001 relative à la sécurité quotidienne, l'observatoire de la sécurité des cartes de paiement (premier nom de cette instance) est effectivement installé par le premier arrêté de nomination de ses membres, daté du 23 janvier 2003.
La loi Sapin 2 de 2016 renomme l'observatoire et étend ses compétences à l'ensemble des moyens de paiement.

## Missions
Les missions de cet observatoire sont définies par l'article L141-4 du code monétaire et financier:
- suivre les mesures de sécurisation entreprises par les émetteurs, les commerçants et les entreprises;
- établir les statistiques de la fraude;
- assurer la veille technologique en matière de moyens de paiement avec pour objet de proposer des moyens de lutter contre les atteintes à la sécurité des moyens de paiement.

### Définition du champ de compétences
Lors de sa création, le champ de compétences de cet observatoire couvrait les cartes émises par un établissement de crédit ou par une institution assimilée et dont les fonctions sont le retrait ou le transfert de fonds. Il ne couvrait pas les cartes monoprestataire. Parmi ces cartes, on distingue les cartes dites privatives (comme celles qui sont réservées aux paiements dans une grande enseigne) et les cartes interbancaires (acceptées par un grand nombre d'établissements en France et dans le monde).
Cette définition était régie par l'article L132-1 du code monétaire et financier, avant sa suppression en 2009 par l'intégration dans le droit français de la Directive européenne sur les services de paiement. Depuis lors, se posait la question, d'étendre les compétences de l'observatoire à un champ plus important d'instruments de paiement dont il convient d'assurer la sécurité: dans sa présentation des travaux de l'observatoire le 5 juillet 2016, François Villeroy de Galhau confirmait cette extension à venir dans le projet de loi Sapin 2. Un amendement déposé par Dominique Potier, rapporteur au nom de la commission des Affaires économiques de l'Assemblée nationale remplace le mot « cartes » par « moyens » dans l'article L141-4 du code monétaire et financier et étend ainsi la compétence à l'ensemble des moyens de paiement scripturaux.

## Présidence et coordination
Conformément à l'article R142-23 du code monétaire et financier, le président de l'observatoire est désigné parmi ses membres par le ministre chargé de l'économie. Son mandat est de trois ans, renouvelable. Traditionnellement, c'est le Gouverneur de la Banque de France qui est désigné pour assurer cette présidence, soit successivement:
| Date de l'arrêté de nomination | Président                   |
| ------------------------------ | --------------------------- |
| 23 janvier 2003                | Jean-Claude Trichet         |
| 17 novembre 2003               | Christian Noyer             |
| 10 décembre 2015               | François Villeroy de Galhau |

Le secrétariat de l'observatoire est tenu par du personnel de la Banque de France, qui en assure plus généralement le fonctionnement.

## Composition
Conformément à l'article R142-22 du code monétaire et financier, cet observatoire comporte 34 membres :
- Un député et un sénateur ;
- Huit représentants des administrations concernées :
  - Un représentant du secrétariat général de la défense et de la sécurité nationale ;
  - Deux représentants du ministre chargé de l'économie ;
  - Un représentant du garde des sceaux, ministre de la justice ;
  - Deux représentants du ministre de l'intérieur (depuis que la gendarmerie nationale a rejoint le ministère de l'Intérieur) ;
  - Un représentant du ministre chargé de la consommation ;
  - Un représentant du ministre chargé de l'industrie ;
- Le gouverneur de la Banque de France ou son représentant ;
- Le secrétaire général de l'Autorité de contrôle prudentiel et de résolution ou son représentant ;
- Un représentant de la Commission nationale de l'informatique et des libertés ;
- Quatorze représentants des émetteurs de moyens de paiement et des opérateurs de systèmes de paiement ;
- Cinq représentants du collège consommateurs du Conseil national de la consommation ;
- Huit représentants des organisations professionnelles de commerçants et des entreprises dans les domaines, notamment, du commerce de détail, de la grande distribution, de la vente à distance et du commerce électronique ;
- Deux personnalités choisies en raison de leur compétence.

### Parlementaires membres de l'Observatoire
| Date de l'arrêté de nomination | Député            | Sénateur(trice) |
| ------------------------------ | ----------------- | --------------- |
| 23 janvier 2003                | Jean-Pierre Brard | Paul Loridant   |
| 15 novembre 2004               | Jean-Pierre Brard | Nicole Bricq    |
| 26 mars 2012                   | Jean-Pierre Brard | Michèle André   |
| 29 octobre 2012                | Philippe Goujon   | Michèle André   |
|                                | Rémy Rebeyrotte   | Éric Bocquet    |

### Personnalités qualifiées
| Date de l'arrêté de nomination | Personnalités qualifiées                                                        |
| ------------------------------ | ------------------------------------------------------------------------------- |
| 23 janvier 2003                | Jean-Marc Honoré Jacques Stern Charlotte-Marie Pitrat (représentant la CNIL)    |
| 20 avril 2006                  | Jacques Stern Philippe Cambriel Sophie Vulliet-Tavernier (représentant la CNIL) |
| 29 juin 2009                   | David Naccache Philippe Cambriel Sophie Nerbonne (représentant la CNIL)         |
| 29 octobre 2012                | David Naccache Sophie Nerbonne (représentant la CNIL) Éric Brier                |
| 10 décembre 2015               | Éric Brier David Naccache Stéphane Grégoire (représentant la CNIL)              |
| 16 juin 2017                   | Claude France David Naccache (à partir de 2017, la CNIL est membre de droit)    |

## Travaux
Les travaux de cet observatoire sont organisés en réunions plénières (au nombre de trois par an), groupes de travail permanents (statistiques de la fraude et veille technologique) et groupes de travail ad hoc. Un rapport annuel est produit chaque année depuis 2003.

### Rapports annuels
| Exercice | Date de publication | Titre du rapport                                                                                      |
| -------- | ------------------- | --- |
| 2003     | 25 mars 2004        | Rapport annuel, Exercice 2003 (lire en ligne)                                                         |
| 2004     | 8 juillet 2005      | Exercice 2004, Rapport annuel de l’Observatoire de la sécurité des cartes de paiement (lire en ligne) |
| 2005     | 11 juillet 2006     | Rapport annuel 2005 de l’Observatoire de la sécurité des cartes de paiement (lire en ligne)           |
| 2006     | 10 juillet 2007     | Rapport annuel 2006 de l’Observatoire de la sécurité des cartes de paiement (lire en ligne)           |
| 2007     | 11 juillet 2008     | Rapport annuel 2007 de l’Observatoire de la sécurité des cartes de paiement (lire en ligne)           |
| 2008     | 9 juillet 2009      | Rapport annuel 2008 de l’Observatoire de la sécurité des cartes de paiement (lire en ligne)           |
| 2009     | 13 juillet 2010     | Rapport annuel 2009 de l’Observatoire de la sécurité des cartes de paiement (lire en ligne)           |
| 2010     | 11 juillet 2011     | Rapport annuel 2010 de l’Observatoire de la sécurité des cartes de paiement (lire en ligne)           |
| 2011     | 2 juillet 2012      | Rapport annuel 2011 de l’Observatoire de la sécurité des cartes de paiement (lire en ligne)           |
| 2012     | 2 juillet 2013      | Rapport annuel 2012 de l’Observatoire de la sécurité des cartes de paiement (lire en ligne)           |
| 2013     | 15 juillet 2014     | Rapport annuel 2013 de l’Observatoire de la sécurité des cartes de paiement (lire en ligne)           |
| 2014     | 9 juillet 2015      | Rapport annuel 2014 de l’Observatoire de la sécurité des cartes de paiement (lire en ligne)           |
| 2015     | 5 juillet 2016      | Rapport annuel 2015 de l’Observatoire de la sécurité des cartes de paiement (lire en ligne)           |
| 2016     | 17 juillet 2017     | Rapport annuel 2016 de l'Observatoire de la sécurité des moyens de paiement (lire en ligne)           |
| 2017     | 10 juillet 2018     | Rapport annuel de l'Observatoire de la sécurité des moyens de paiement 2017 (lire en ligne)           |
| 2018     | 9 juillet 2019      | Rapport annuel de l'Observatoire de la sécurité des moyens de paiement 2018 (lire en ligne)           |
| 2019     | 22 septembre 2020   | Rapport annuel de l’Observatoire de la sécurité des moyens de paiement 2019 (lire en ligne)           |
| 2020     | 18 octobre 2021     | Rapport annuel de l’Observatoire de la sécurité des moyens de paiement 2020 (lire en ligne)           |
| 2021     | 27 juillet 2022     | Rapport annuel de l'Observatoire de la sécurité des moyens de paiement 2021                           |

### Évolution des taux de fraude
Les taux de fraude globaux, portant sur les transactions traitées par les systèmes français, ainsi que les informations permettant de les mettre en perspective sont extraites des rapports annuels de l'observatoire et présentés dans le tableau ci-après :
| Exercice | Volume des transactions observées en France (en milliards d'euros) | Montant de la fraude sur les transactions traitées dans les systèmes français (en millions d'euros)                 | Taux de fraude sur les transactions traitées dans les systèmes français (cartes françaises et étrangères) | Transaction frauduleuse moyenne | Nombre de cartes mises en opposition (au moins une transaction frauduleuse) | Cartes en circulation (en millions) |
| -------- | ------------------------------------------------------------------ | --- | --- | ------------------------------- | --------------------------------------------------------------------------- | ----------------------------------- |
| 2002     |                                                                    | 245,2 | 0,082% |                                 |                                                                             |                                     |
| 2003     |                                                                    | 273,6 | 0,086% (+0,004 pts)                                                                                       |                                 |                                                                             |                                     |
| 2004     | 345,1                                                              | 241,6 | 0,070% (-0,016 pts)                                                                                       | 105 €                           |                                                                             |                                     |
| 2005     | 368,5 (+7%)                                                        | 235,9 (-2%) | 0,064% (-0,006pts)                                                                                        | 111 € (+6%)                     | 400 000                                                                     | 78,4                                |
| 2006     | 395,1 (+7%)                                                        | 252,6 (+7%) | 0,064% (=)                                                                                                | 117 € (+5%)                     | 400 000                                                                     | 78,6                                |
| 2007     | 430,7 (+9%)                                                        | 268,5 (+6%) | 0,062% (-0,002 pts)                                                                                       | 130 € (+11%)                    | 460 000                                                                     | 81,5                                |
| 2008     | 464,1 (+8%)                                                        | 320,2 (+19%) | 0,069% (+0,007 pts)                                                                                       | 131 € (+1%)                     | 530 000                                                                     | 84,7                                |
| 2009     | 477,3 (+3%)                                                        | 342,4 (+7%) | 0,072% (+0,003 pts)                                                                                       | 136 € (+4%)                     | 605 000                                                                     | 90,6                                |
| 2010     | 498,2 (+4%)                                                        | 368,9 (+8%) | 0,074% (+0,002 pts)                                                                                       | 122 € (-10%)                    | 640 000                                                                     | 88,6                                |
| 2011     | 533,7 (+7%)                                                        | 413,2 (+12%) | 0,077% (+0,003 pts)                                                                                       | 130 € (+7%)                     | 745 000                                                                     | 85,8                                |
| 2012     | 560,5 (+5%)                                                        | 450,7 (+9%) | 0,080% (+0,003 pts)                                                                                       | 125 € (-3%)                     | 767 000                                                                     | 85,8                                |
| 2013     | 586,5 (+5%)                                                        | 469,9 (+4%) | 0,080% (=)                                                                                                | 116 € (-7%)                     | 861 000                                                                     | 85,5                                |
| 2014     | 624,9 (+7%)                                                        | 500,6 (+7%) | 0,080% (=)                                                                                                | 112 € (-3%)                     | 905 600                                                                     | 85,6                                |
| 2015     | 636,0 (+2%)                                                        | 522,7 (+4%) | 0,082% (+0,002 pts)                                                                                       | 113 € (+1%)                     | 868 400                                                                     | 84,2                                |
| 2016     | à partir de 2016, ensemble des moyens de paiement 27 161 (+3%)     | Tous moyens: 798,0                                                                                                  | Cartes: 0,077% (-0,005 pts)                                                                               | Tous moyens: 159 €              | 1 138 000                                                                   | 84,3                                |
| 2017     | 27 575 (+1,5%)                                                     | 771,0 (corrigé en 2019) dont chèque: 296,0 ; carte: 387,0 ; virement: 78,0 ; prélèvement: 9,0                       | 0,065% (-0,012 pts)                                                                                       | 146 € (-8%)                     | 1 213 000 (+6,6%)                                                           | 86,0                                |
| 2018     | 27 704 (+3,0%)                                                     | 1 045,0 (+36%) dont chèque : 450,0 (+52%) ; carte: 439,0 (+13%) ; virement: 97,0 (+24%) ; prélèvement 58,0 (+544%). | 0,071% (+0,006 pts)                                                                                       | 155 € (+6%)                     | 1 358 819 (+12,0%)                                                          | 88,8                                |